# Panamerikanische Spiele 2011/Badminton
Badminton wurde bei den Panamerikanischen Spielen 2011  in der Multifunktionshalle in Guadalajara gespielt. Die Wettkämpfe dauerten vom 15. bis zum 20. Oktober.

## Teilnehmer
| NOC                     | Herreneinzel | Herrendoppel | Dameneinzel | Damendoppel | Mixed | Total  | Total    |
| NOC                     | Herreneinzel | Herrendoppel | Dameneinzel | Damendoppel | Mixed | Starts | Athleten |
| ----------------------- | ------------ | ------------ | ----------- | ----------- | ----- | ------ | -------- |
| Argentinien             | 1            |              | 1           |             | 1     | 3      | 2        |
| Barbados                | 1            |              | 1           |             | 1     | 3      | 2        |
| Brasilien               | 3            | 2            | 3           | 2           | 2     | 12     | 8        |
| Chile                   | 3            | 1            | 2           | 1           | 2     | 9      | 6        |
| Dominikanische Republik | 2            | 1            | 2           | 1           | 2     | 8      | 4        |
| Ecuador                 | 1            |              | 1           |             | 1     | 3      | 2        |
| Guatemala               | 3            | 1            | 3           | 2           | 1     | 10     | 8        |
| Jamaika                 | 2            | 1            | 2           | 1           | 2     | 8      | 4        |
| Kanada                  | 2            | 1            | 2           | 2           | 2     | 9      | 8        |
| Kuba                    | 2            | 1            | 2           | 1           | 2     | 8      | 4        |
| Mexiko                  | 3            | 2            | 3           | 2           | 3     | 13     | 8        |
| Peru                    | 3            | 1            | 3           | 2           | 2     | 11     | 8        |
| Puerto Rico             | 1            |              | 1           |             | 1     | 3      | 2        |
| Suriname                | 3            | 1            | 3           | 1           | 2     | 10     | 6        |
| Venezuela               | 3            | 2            | 3           | 2           | 2     | 12     | 8        |
| Vereinigte Staaten      | 1            | 2            | 2           | 2           | 2     | 9      | 8        |
| Total: 16 NOC           | 34           | 16           | 34          | 19          | 27    | 131    | 88       |

## Medaillengewinner
| Disziplin    | Gold                        | Silber                             | Bronze                         |
| ------------ | --------------------------- | ---------------------------------- | ------------------------------ |
| Herreneinzel | Kevin Cordón                | Osleni Guerrero                    | Charles Pyne                   |
| Herreneinzel | Kevin Cordón                | Osleni Guerrero                    | Daniel Paiola                  |
| Dameneinzel  | Michelle Li                 | Joycelyn Ko                        | Victoria Montero               |
| Dameneinzel  | Michelle Li                 | Joycelyn Ko                        | Claudia Rivero                 |
| Herrendoppel | Tony Gunawan Howard Bach    | Halim Haryanto Sattawat Pongnairat | Andrés López Lino Muñoz        |
| Herrendoppel | Tony Gunawan Howard Bach    | Halim Haryanto Sattawat Pongnairat | Adrian Liu Derrick Ng          |
| Damendoppel  | Alexandra Bruce Michelle Li | Rena Wang Iris Wang                | Grace Gao Joycelyn Ko          |
| Damendoppel  | Alexandra Bruce Michelle Li | Rena Wang Iris Wang                | Eva Lee Paula Obanana          |
| Mixed        | Toby Ng Grace Gao           | Halim Haryanto Eva Lee             | Rodrigo Pacheco Claudia Rivero |
| Mixed        | Toby Ng Grace Gao           | Halim Haryanto Eva Lee             | Howard Bach Paula Obanana      |

## Medaillenspiegel
| Rang  | Land               | Gold | Silber | Bronze | Gesamt |
| ----- | ------------------ | ---- | ------ | ------ | ------ |
| 1     | Kanada             | 3    | 1      | 2      | 6      |
| 2     | Vereinigte Staaten | 1    | 3      | 2      | 6      |
| 3     | Guatemala          | 1    | 0      | 0      | 1      |
| 4     | Kuba               | 0    | 1      | 0      | 1      |
| 5     | Mexiko             | 0    | 0      | 2      | 2      |
| 5     | Peru               | 0    | 0      | 2      | 2      |
| 6     | Brasilien          | 0    | 0      | 1      | 1      |
| 6     | Jamaika            | 0    | 0      | 1      | 1      |
| Total | Total              | 5    | 5      | 10     | 20     |